# Christine Heitmann

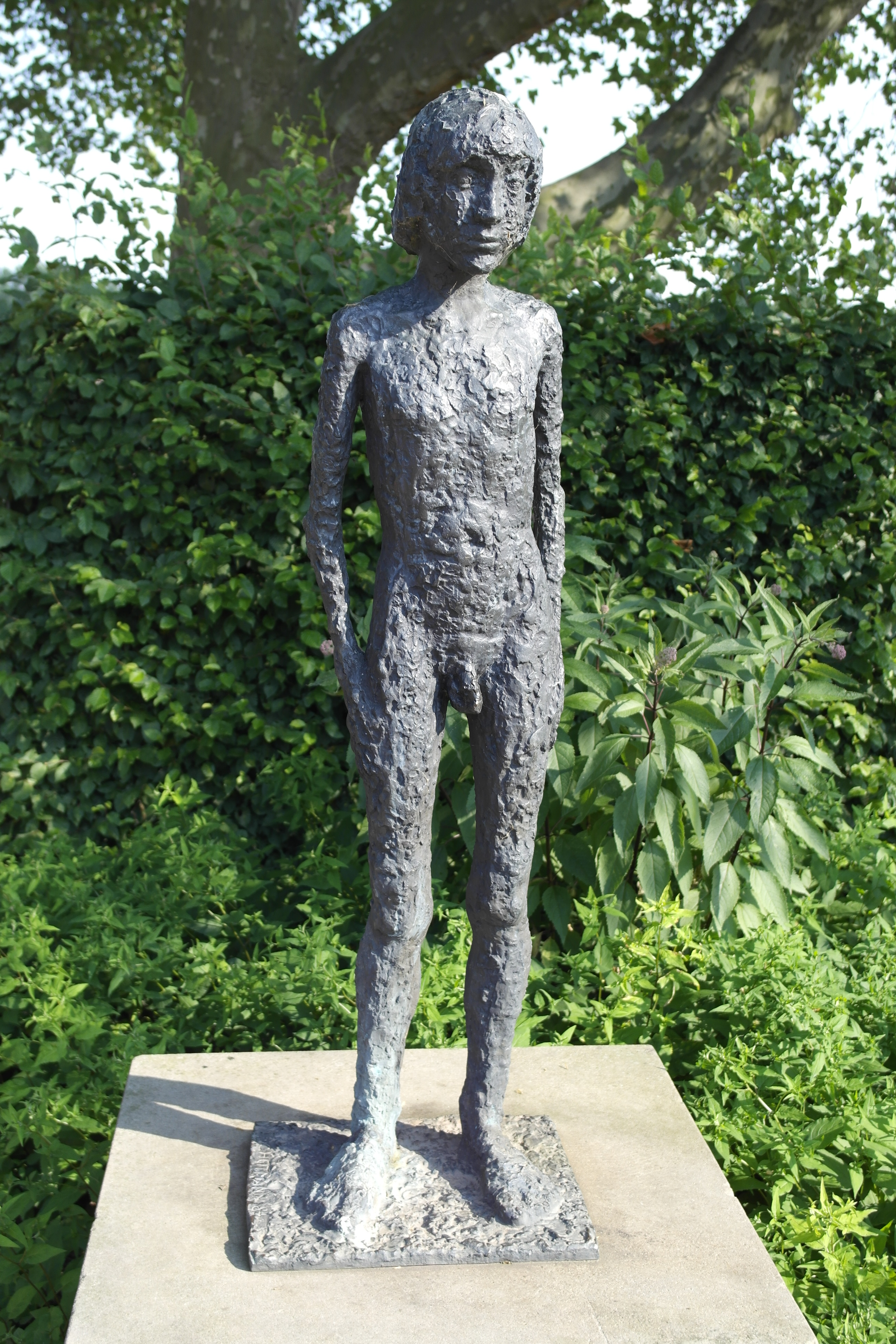
Stehender Knabe

Christine Heitmann (* 13. Juli 1937 in Dessau) ist eine deutsche Grafikerin und Bildhauerin und lebt in Dresden.

## Leben
Christine Heitmann wuchs in Dessau auf. Nach 1945 erfolgte der Umzug nach Dresden, und seither lebt sie im Stadtteil Dresden-Blasewitz. Nach der Schule absolvierte sie eine Berufsausbildung zur Zahntechnikerin. In der Zeit von 1962 bis 1966 folgte ein Abendstudium im Fach Plastik bei Hans Steger an der Hochschule für Bildende Künste Dresden. Seit dem Jahr 1974 arbeitet sie freischaffend in Dresden. Sie war bis 1990 Mitglied im Verband Bildender Künstler der DDR. 1989 war sie Gründungsmitglied der Dresdner Sezession 89. Ebenso wurde sie Mitglied im Sächsischen Künstlerbund und Bundesverband Bildender Künstlerinnen und Künstler (BBK). Zu ihren Besonderheiten zählt die Medaillenkunst mit Motiven von griechischen Mythen und antiken Themen. Eine weitere Spezialität der Künstlerin sind ihre Collagen aus verschiedentlichen Materialien. Mit ihren Collagen bietet sie dem Betrachter einen Dialog und wehrt sich gegen eine oberflächliche Betrachtung. Ihre künstlerischen Arbeiten widerspiegeln die Sehnsucht nach Harmonie und Verständnis zwischen den Menschen. Sie war ab 1965 mit Steffen Heitmann verheiratet. Das Paar hat zwei erwachsene Kinder. Vier Jahre nach ihrem Mann erhielt sie im Mai 2001 die Sächsische Verfassungsmedaille.

## Ausstellungen (unvollständig)

### Einzelausstellungen
- 1983: Stadtmuseum Zittau
- 1983: Galerie Wort und Werk, Dresden
- 1990: Galerie Kunst der Zeit, Dresden
- 1991: Galerie Orbis Pictus, Berlin
- 1994: Bayerische Versicherungskammer, München
- 1994: Leonhardi-Museum Dresden
- 1997: Leonhardi-Museum Dresden
- 1997: Präsenz Galerie Gnadenthal, Frankfurt am Main
- 2002: Galerie Drei der Dresdner Sezession 89
- 2007: Galerie Drei der Dresdner Sezession 89
- 2012: Galerie Drei der Dresdner Sezession 89

### Ausstellungsbeteiligungen
- 1979: Studioausstellung Plastik, Kloster Unser Lieben Frauen Magdeburg
- 1979 und 1985: Dresden, Bezirkskunstausstellungen
- 1983: Leipzig, Messehaus am Markt („Kunst und Sport“)
- 1986: Gotha, Schlossmuseum („Das Urteil des Paris in der bildenden Kunst der DDR“)
- 1987: „Wirklichkeit und Bildhauerzeichnung“, Galerie Rähnitzgasse Dresden
- 1987: Biuro Wystaw Artystycznych Wrocław, Polen
- 1987/88: X. Kunstausstellung der DDR, Albertinum Dresden
- 1988: Internationales Kulturzentrum Leningrad, UdSSR
- 1989: Erste Quadriennale, Museum der bildenden Künste Leipzig
- 1989/1990: FIDEM-Weltausstellung Helsinki
- 1991: „Kunstzentren der 80er Jahre in Europa“, Kunstverein Speyer
- 1992: Galerie der Stadt Salzburg im Mirabellgarten
- 1993: „Medaillenkünstlerinnen in Deutschland“, Frauenmuseum (Bonn)
- 1994: Braunschweigisches Landesmuseum Hinter Aegidien
- 2007: „Die Welt ‚en miniature‘“, Angermuseum Erfurt und Stiftung Moritzburg (Halle)
- 2007: FIDEM-Weltausstellung in Colorado Springs, USA
- 2008: V. Bienal Internacional de Medalha Contemporânea Seixal, Portugal
- 2009: Strömungen, Dresdner Sezession 89/GEDOK im Kunstflügel Rangsdorf
- 2010: FIDEM-Weltausstellung in Tampere, Finnland
- 2010: VI. Bienal Internacional de Medalha Contemporânea Seixal, Portugal
- 2011: „Die Deutsche Kunstmedaille der Gegenwart“, Staatliche Kunstsammlungen Dresden Münzkabinett Residenzschloss
- 2012: FIDEM-Weltausstellung in Glasgow, Schottland
- 2012: Waffenmuseum Suhl
- 2012/2013: Sonderausstellung zum Deutschen Medailleurpreis
- 2017: Kreativausstellung Dresden, mit  Kornelia Thümmel, Eva Backofen, Anna Martha Napp, Anne Karin Hentschel und weiteren

## Museen und öffentliche Sammlungen mit Werken Christine Heitmanns
- Dresden: Stadtmuseum Dresden
- Dresden: Sächsischer Kunstfonds[5]
- Museum für Frühromantik Dresden
- Dresden: Kunstsammlung des Sächsischen Landtags
- Gotha: Schlossmuseum Friedenstein
- Halle (Saale): Kunstmuseum Moritzburg

## Werke (Auswahl)

### Werke im öffentlichen Raum
- 1982: Bronzefigur Springer
- 1984: Stehende Knabenplastik, Bronze, Staudengarten am Neustädter Ufer, Dresden
- 1989: Schmerzensmann, Plastikcollage, Eisen/Kunststein, Konferenzraumder Evangelischen Kirche Deutschlands, Hannover
- 1989: List-Ehrung, Hochschule für Verkehrswesen Dresden
- 1997: List-Ehrung, Potthoff-Bau der Technischen Universität Dresden

### Medaillenkunst
- 1970: Gret Palucca
- 2009: Alter Kater
- 2009: Europa
- 2009: Schlange
- 2011: Bathseba
- 2012: Portrait von Luc Saalfeld
- 2013: Potiphars Weib
- 2014: Muse
- Bacchantinnen
- Sokrates und Eros
- Gezähmtes Einhorn